# Chrysophyllum subspinosum
Chrysophyllum subspinosum – gatunek drzew należących do rodziny sączyńcowatych. Występuje na terenie Brazylii.